# Daniel Ichbiah
Daniel Ichbiah est un journaliste et écrivain français.  Spécialisé dans les nouvelles technologies, l'intelligence artificielle, la musique et  les jeux vidéo, il a essentiellement été édité dans ces domaines, mais a également publié plusieurs romans.

## Biographie
Journaliste spécialiste dans les jeux vidéo, les nouvelles technologies, l'intelligence artificielle, et la musique, Daniel Ichbiah est essentiellement édité dans ces domaines, mais publie également plusieurs romans. 
Il participe à partir de la fin des années 1980 à des journaux tels que SVM Mac, SVM, Macworld, et STARfan.
De 2010 à 2017, Daniel Ichbiah est rédacteur en chef du magazine Comment ça marche,.

### Biographies musicales
- Les Chansons des Rolling Stones, 2014[5],[6] ;
- Téléphone, biographie, biographie du groupe Téléphone, 2004, 2012, 2016[7] ;
- Michael Jackson, Black or White[8] ;
- Les Chansons de Madonna 2014 / Madonna, Pop Confessions, 2006[9] ;
- Et Dieu créa les Beatles, Carnets de l'Info, 2009[10] ;
- Georges Brassens, biographie intime, City Éditions, 2006.

### Biographies et essais dans l'univers de la technologie
- Bill Gates et la saga de Microsoft, Pocket, 1995[11] ;
- La saga des jeux vidéo, 1997, 1998, 2004, Pix'n love 2009-2010, 2012[12] ;
- Les 4 vies de Steve Jobs, 2011, 2016, Leduc, Delpierre[4] ;
- Qui es-tu ChatGPT, 2023, ENI
- Robots, genèse d'un peuple artificiel, Minerva, 2005, mention Spéciale du Prix Roberval 2005[13] ;
- Comment Google mangera le monde, L'Archipel, 2007, 2010[14] ;
- Michel Ancel - Biographie d'un créateur de jeux vidéo français, Éditions Pix'n Love, 2010[15]
- Les nouvelles superpuissances. Google Yahoo! Facebook Wikipedia Apple Twitter Microsoft, 2013, Éditions First[16] ;
- Mark Zuckerberg, la biographie, 2018. La Martinière[17]

### Méthodes diverses
- Solfège, nouvelle méthode simple et amusante, Librio, 2003, 2011 ;
- Guides d'apprentissage de la musique : Le piano c'est facile, La guitare sans prise de tête), de logiciels musicaux : Pro Tools, Cubase[18], etc.
- Guides de jeux vidéo : Versailles 1685, Myst[19], Syberia, L'Amerzone[20], Atlantis, etc.),

### Auto-édition
Depuis février 2012, Daniel Ichbiah publie de nombreux ebooks en auto-édition sur les bibliothèques Amazon Kindle, Apple iPad, et Google Play :
- Elvis Presley histoires & légendes ;
- Beatles de A à Z ;
- Rock Vibrations, la saga des hits du rock ;
- Aujourd'hui je prends soin de ma planète, co-écrit avec Noelle Saugout.

### Romans
- XYZ (avec Yves Uzureau), Fleuve Noir Anticipation, 1993[21] ;
- Les Banquiers du temps, Le Choucas, 2000 ;
- Tremblez Djs, Edition du Génie, 2008;

### Divers
Dans le livre Les Nouvelles Superpuissances, Daniel Ichbiah retrace l'histoire de Wikipédia. Ce chapitre est accessible sur le Web.